# Sebenje, Bled
Sebenje (izgovarjava [sɛˈbeːnjɛʃ], nemško Sebeine) je nekdanje naselje v občini Bled v severozahodni Sloveniji. Danes je del Zasipa. Naselje leži na Gorenjskem in je danes skupaj z ostalim delom občine vključeno v Gorenjsko statistično regijo.

## Geografija
Sebenje ležijo na zahodu Zasipa ob cesti proti Podhomu in Spodnjim Gorjam.

## Zgodovina
Sebenje je imelo leta 1880 14 prebivalcev v 3 hišah, leta 1900 pa 24 prebivalcev v 6 hišah. Sebenje so bile leta 1952 priključene Zasipu in s tem izgubile status samostojnega naselja.

## Cerkev
Cerkev v Sebenjah je posvečena Sveti Trojici, zgrajena je bila med leti 1606 in 1608. Ima pravokotno obokano ladjo, s treh strani obzidan kor, pristavo in zvonik. Cerkvena oprema je v renesančnem slogu.